# Paolo Parisi
Pour les articles homonymes, voir Parisi.
Paolo Parisi (né le 26 octobre 1980 à Montepulciano) est un auteur de bande dessinée italien actif depuis le milieu des années 2000. Son travail porte principalement sur la musique, en particulier le jazz.

## Publication française
- Coltrane, Sarbacane, 2010  (ISBN 978-2-84865-398-3).

## Récompense
- 2007 : Prix Nuove Strade remis par le Napoli Comicon (it) pour ses premiers travaux